# Mărturisire
Mărturisirea constă în recunoașterea de către o parte a unor fapte sau împrejurări pe care cealaltă parte din proces își întemeiază pretențiile, recunoaștere care are capacitatea de a produce consecințe juridice împotriva autorului ei.
Natura juridică a mărturisirii este mixtă. Din punct de vedere al dreptului civil, este un act juridic, iar din punct de vedere al dreptului procesual civil, mărturisirea este un mijloc de probă. 
Mărturisirea are următoarele caractere: este un act unilateral de voință; constituie un mijloc de probă; este un act personal; este un act expres.
După modul de obținere, mărturisirea poate fi judiciară și extrajudiciară. Mărturisirea judiciară este mărturisirea făcută înaintea organului de jurisdicție competent, provocată prin intermediul interogatoriului. În cursul judecății, mărturisirea poate fi obținută și spontan, consemnându-se în încheierea de ședință. Mărturisirea extrajudiciară este făcută în afara judecății procesului în care se folosește ca probă. Mărturisirea extrajudiciară poate fi orală sau scrisă.
După modul de exprimare, mărturisirea poate fi: expresă și tacită. 
După structură, mărturisirea poate fi: simplă (recunoștere fără rezerve), calificată (recunoștere condiționată) și complexă (recunoștere a faptului pretins, dar și a unui alt fapt, care îl poate anihila pe primul).
Mărturisirea nu este admisibilă atunci când prin admiterea ei s-ar eluda dispozițiile imperative ale legii, s-ar pierde un drept la care nu se poate renunța, (sau care nu poate face obiectul unei tranzacții) și nici când legea cere ca unele fapte judiciare să fie dovedite prin alte mijloace de probă, prevăzute în mod expres. De asemenea, nu este permisă utilizarea interogatoriului ca mijloc de dovadă a motivelor de recuzare sau pentru dovedirea motivelor de divorț.
Potrivit Codului civil: „mărturisirea nu poate fi luată decât în întregime împotriva celui care a mărturisit”, însă teoria dominantă consideră că regula indivizibilității mărturisirii judiciare este subordonată principiului rolului activ al judecătorului, astfel că judecătorul poate diviza mărturisirea calificată ori complexă. Declarațiile învinuitului sau ale inculpatului făcute în cursul procesului pot servi la stabilirea adevărului, numai în măsura în care sunt coroborate cu alte fapte și împrejurări din ansamblul probelor de la dosar.
Obținerea mărturisirii judiciare se realizează prin procedura numită interogatoriu, la cererea părții potrivnice sau din inițiativa instanței. Conform Codului civil, interogatorul se va încuviința numai pentru chestiuni de fapt, cu condiția ca acestea să fie fapte personale ale părții chemate la interogator, să fie în legătură cu pricina și să poată duce la rezolvarea ei (fapte pertinente și concludente). 
Se disting trei situații posibile: 
- partea chemată la interogatoriu recunoaște susținerile părții adverse, printr-o mărturisire simplă, calificată sau complexă;
- partea interogată tăgăduiește faptele, urmând ca partea adversă să-și dovedească susținerile prin alte mijloace de probă, nerecunoașterea neavând efecte probatorii;
- dacă partea chemată la interogatoriu refuză să se prezinte în fața instanței sau refuză să răspundă la interogatoriu, instanța poate aprecia aceasta ca o mărturisire deplină sau numai un început de dovadă în beneficiul părții adverse.